# توم سكوت (ملحن)
توم سكوت (بالإنجليزية: Tom Scott)‏ هو ملحن وكاتب أغاني أمريكي، ولد في 28 مايو 1912، وتوفي في 12 أغسطس 1961.

## وصلات خارجية
- توم سكوت على موقع ميوزك برينز (الإنجليزية)